# System Emisyjny Mikros
System Emisyjny Mikros – oprogramowanie specjalistyczne służące do zbierania i raportowania rozliczeń emisji zanieczyszczeń powietrza dużych zakładów przemysłowych, na które przepisy prawa nakładają obowiązek posiadania systemów ciągłej kontroli poziomów emisji niektórych związków chemicznych i pyłu, czyli zgodność z normą PN-EN 14181: Emisja ze źródeł stacjonarnych – Zapewnienie jakości automatycznych systemów pomiarowych. Według deklaracji producenta system jest dostosowywany do polskich warunków prawnych i zbudowany na bazie SCADA PRO-2000.
System Emisyjny Mikros został zastosowany w dużych elektrowniach w Polsce w tym zarządzanych przez Enea.

## Konfiguracje systemu
System Mikros występuje w różnych konfiguracjach, dostosowanych do typu obiektu, technologii, uwarunkowań prawnych i preferencji użytkowników. Klasyfikacja systemów odbywa się według kilku kryteriów w tym w szczególności:
- Metoda pomiaru: in situ (bezpośrednio w kanale spalinowym lub kominie), ekstrakcyjna (pobór próbki i analiza poza kanałem – z gorącą próbą lub z chłodnicą).
- Zakres pomiarów: z lub bez pomiaru wilgotności i przepływu spalin.
- Typ źródła emisji: energetyczne (kotły wodne i parowe, turbiny gazowe), spalarnie odpadów (niebezpiecznych, komunalnych), cementownie.
- Rodzaj paliwa: gaz ziemny, gaz koksowniczy, olej, węgiel kamienny, węgiel brunatny, biomasa.
- Klasyfikacja prawna związana m.in. z rodzajami źródeł emisji.
- System operacyjny: QNX lub Microsoft Windows.